# Előtét (világítástechnika)
A villamos ívkisülésen alapú fényforrások negatív ellenállás-karakterisztikájuk miatt külső áramkorlátozó elemet igényelnek. Ezek elterjedt elnevezése az előtét, ballaszt, illetve az induktív elven működő változatoknak a fojtó.

## Induktív (hagyományos) előtétek

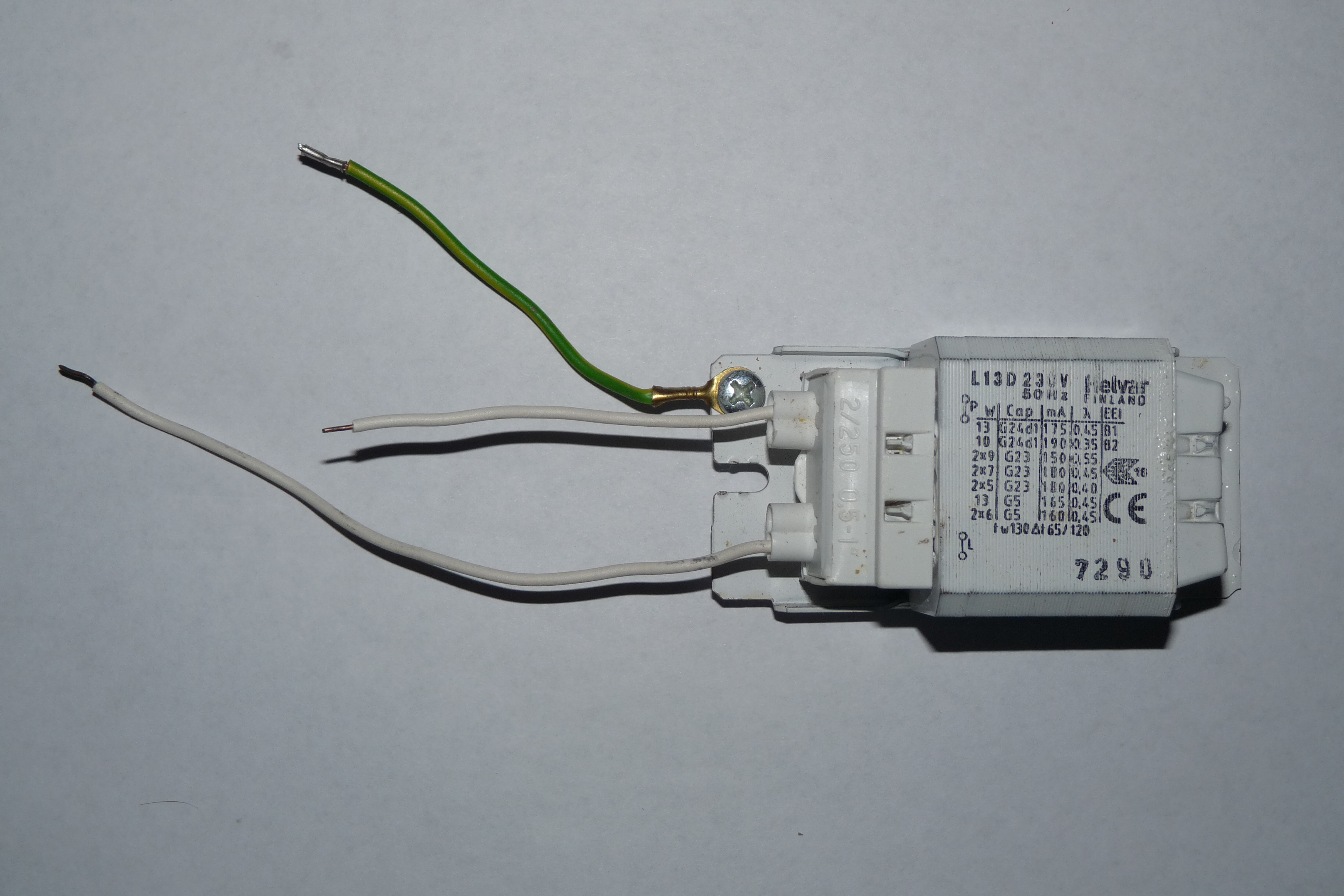

### Fénycsövek
Induktív előtéteteket gyakran használják egyenes (lineáris) fénycsövekhez és nagy nyomású kisülő lámpákhoz, ritkábban kompakt fénycsövekhez.
Az induktivitásokat a fénycsővel sorba kötve alkalmazzák, glim-gyújtóval vagy ritkábban elektronikus gyújtóval.

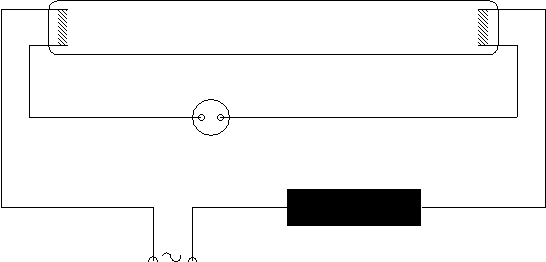
Fénycső hagyományos előtéttel

Az induktivitás, nem csupán korlátozza a fénycső áramát, hanem a gyújtási folyamatban is részt vesz. Induláskor a gyújtó rövidre zárja a két katódot, miáltal azokon nagy áram folyik át, és felizzanak. Aztán a gyújtó megszakítja az áramot, az induktivitás pedig, egy feszültség impulzussal megkísérli a gyújtást. Sikertelen gyújtás esetén a folyamat addig ismétlődik, amíg vagy be nem gyújt a fénycső vagy el nem ég az egyik katód.

## Mágneses indukciós digitális előtétek

### Zárt vasmagos indukciós fénycsövek

DMLS digitális ballaszt (210khz)[https://web.archive.org/web/20160822041728/http://dmlhungary.hu/indukcios-vilagitas/

főleg ipari megoldások energia hatékony zászlóshajója a zárt vasmagos indukciós fényforrásokhoz (pl. DMLS Saturn) használható 210 kHz-en működő digitális ballaszt mely olyan technológiai fejlesztéseket tartalmaz, amik lehetővé teszik az indukciós fénycső azonnali gyújtását, kiegyenlíti az elektromos hálózatban előforduló hirtelen túlfeszültségeket (tüskéket), és biztosítja a DMLS indukciós lámpák 60.000 üzemórás működését.

## Elektronikus előtétek
A korszerű világítástechnikában a hagyományos előtéteket részben kiváltották az elektronikus előtétek. Számos előnyük ellenére, magasabb áruk lelassítja elterjedésüket.

### Fénycsövek
Az elektronikus előtétek felügyelik az előfűtési folyamatot (kivéve 'instant start' és hidegkatódos típusok), ezáltal jelentősen enyhítik a leginkább élettartam csökkentő behatásokat.
Magas működési frekvenciájuknak köszönhetően a fénycsövek hatásfoka javul, illetve nem tapasztalható az emberi szemet fárasztó villódzás és az ún. stroboszkópeffektus.

### Nagynyomású lámpák
Nagynyomású lámpák esetében az elektronikus előtétek kevesebb előnyt nyújtanak, illetve nagy teljesítményeknél kivitelezésük nehéz és drága, ezért nem jellemző.

### Elektróda nélküli lámpák
Elektróda nélküli lámpák előtétjeit történelmi okokból kifolyólag szokás ballasztnak is nevezni, működésüket tekintve a tápegység elnevezés helyesebb.